# Uromyces hellebori-thibetani
Uromyces hellebori-thibetani är en svampart som beskrevs av J.Y. Zhuang & S.X. Wei 2003. Uromyces hellebori-thibetani ingår i släktet Uromyces och familjen Pucciniaceae.   Inga underarter finns listade i Catalogue of Life.